# Жумберак
Жумберак (Горянци, словен. Gorjanci, хорв. Žumberak, Žumberačka gora, серб. Жумберак) — горный массив на северо-востоке Хорватии и юго-востоке Словении.

## Географическое положение

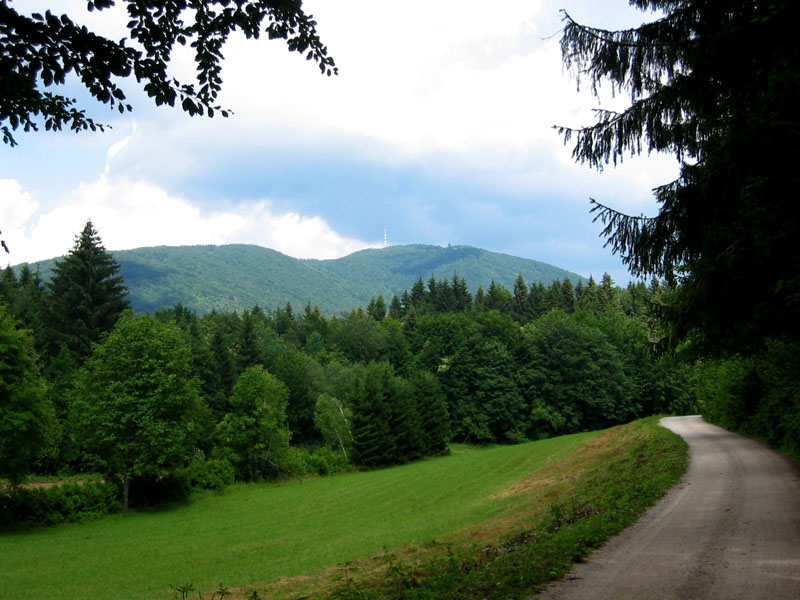

Высочайшая точка массива — Света-Гера (хорв. Sveta Gera или словен. Trdinov vrh), 1181 м(1178 м), расположена в Хорватии, у границы между Хорватией и Словенией. Руины древней церкви с именем Света Гера, расположенные в Хорватии дали хорватское название этой горы. Словенское название было тоже Света Гера до 1923.
Жумберак (Горянци) — часть Динарского нагорья у границы со Среднедунайской низменностью. Несмотря на сравнительно не столь значительную высоту горного массива, здесь создаётся впечатление большей высоты этих мест, из-за приграничного положения со Среднедунайской низменностью и большой разницы высоты.
Вода с горного массива со словенской стороны стекает в реку Крка, а с хорватской в реку Купа. Горная вода используется в городе Ново-Место.

## Население
В районе горного массива расположен ряд городов: в Хорватии — Самобор, Карловац и столица Загреб; в Словении — Ново-Место, Брежице и Метлика.

## Природа

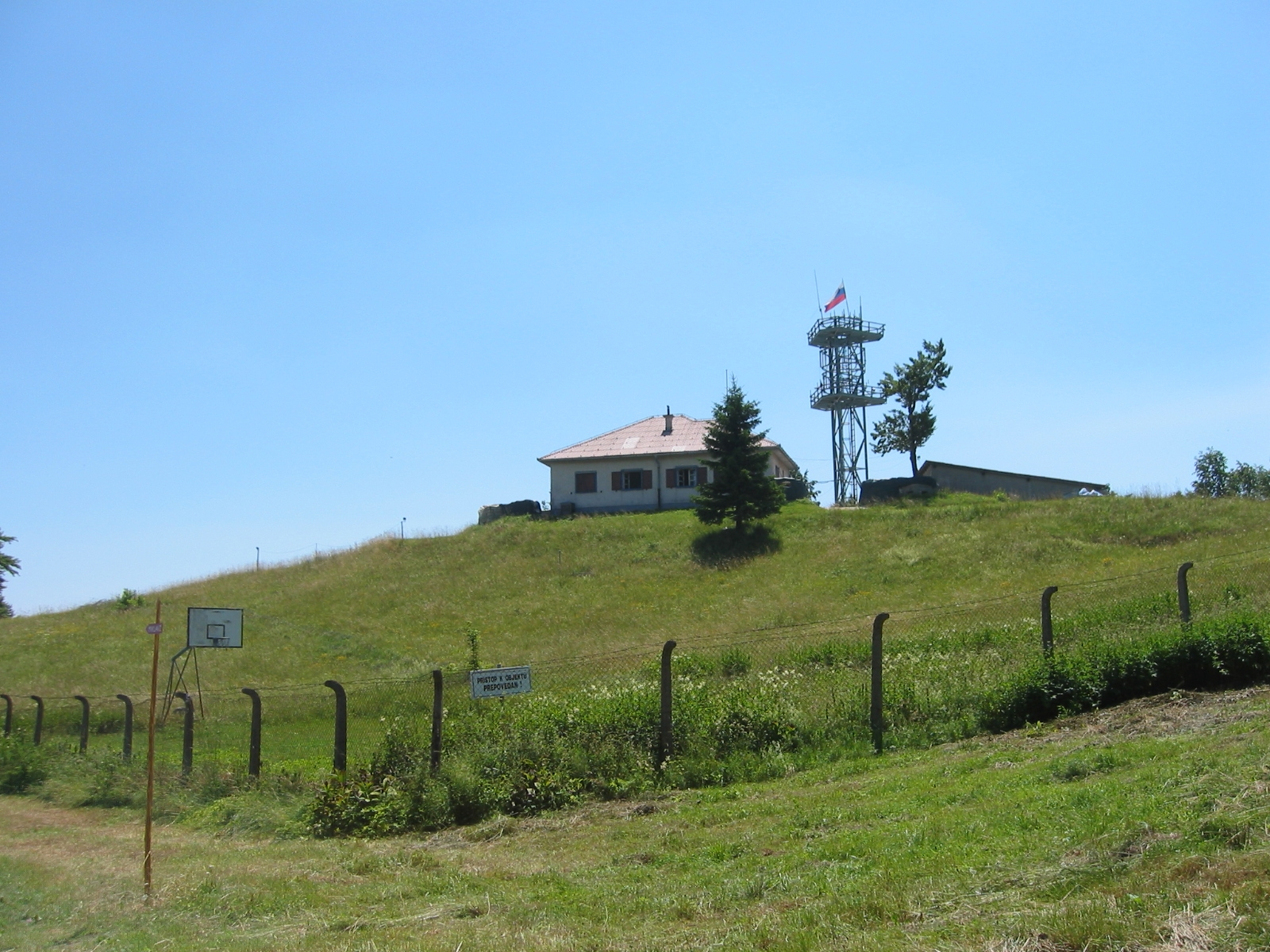
Военный объект

В 1999 году на хорватской стороне горного массива был основан природный парк хорв. «Žumberak — gorje Samoborsko». Леса в Жумбераке (Горянцах) в основном состоят из бука.

## Политика
Военный объект Югославской народной армии, расположенный неподалёку от вершины Света-Гера в 1990-е годы был предметом территориального спора между двумя странами. Эскалация спора была предотвращена дипломатически, однако вопрос до сих пор не урегулирован окончательно.
Объект представляет собой старые казармы Югославской народной армии, которые используются в качестве форпоста для словенской армии.
В марте 1999 года, Милан Кучан (президент Словении в то время) определил использование зданий спорных казарм для обоих — словенской или хорватской армии — как спорное и «по крайней мере, некультурное». В 2004 году он утверждал по хорватском телевидению, что было бы лучше, если бы там открыли охотничий домик.